# Пука-Пукара

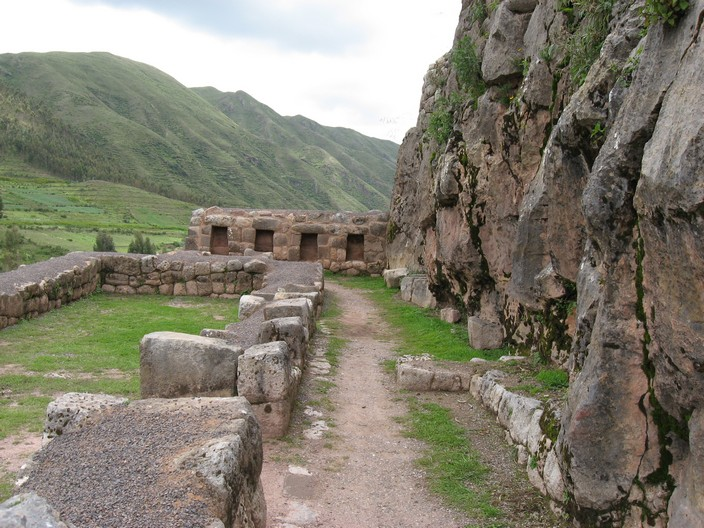
Пука-Пукара

Пука-Пукара (Puka Pukara) — потужна фортеця, що захищала підходи до столиці держави інків — Куско. Зведена за часи володарювання імператора Інки Пачакутека. Назва перекладається як «Червона фортеця». Є археологічною пам'яткою Перу та одним із важливих туристичних місць.

## Географія
Руїни Пука-Пукари розташовуються на скелястій місцині, за 7 км на північний схід від міста Куско, по дорозі, що веде до Пісаку (30 хвилин автомобілем і 2 години пішки). Розташовувалася на пагорбі з видом на долину Куско та неподалік курортного інкського міста Тамбомачай.

## Опис
Складалася з потужних мурів, високих стін, сторожових веж. У середині території Пука-Пукари, на внутрішніх площах, збереглися класичні інкські тераси (доволі широкі), акведуки, сходи. Завдяки цій фортеці інки контролювали значну територію біля долини Куско.
Камені, використані для зведення будівель та мурів, були неправильної форми (чим відрізняється від інших пукара-фортець інків). Використовувався ймовірно вапняк з вкрапленням залізу, від чого колір стін усіх будинків та стін був червоним. Звідси походить назва цієї фортеці. З часом колір змінився на сірий.
З часом функція пука-пукари змінилася з військової на місце відпочинку для аристократів-мисливців та відпочивальників, які мандрували з Куско до цілющих ванн у Тамбомачай. На думку деяких вчених, тут з часом були зведені канали та фонтани, невеличкі рештки яких було знайдено.